# Исагирре, Эмилио
Эми́лио Арту́ро Исаги́рре Хиро́н (исп. Emilio Arturo Izaguirre Girón; 10 мая 1986) — гондурасский футболист, левый защитник.

## Карьера

### Клубная
Свою карьеру Исагирре начал в одном из сильнейших клубов Гондураса «Мотагуа», дебютировав в его составе 20 марта 2004 года в матче чемпионата Гондураса против «Пумас УНАХ».
Летом 2010 года, после чемпионата мира, перешёл в «Селтик» — к одному из грандов Шотландии, подписав четырёхлетний контракт. Дебютировал в Шотландской Премьер-лиге 29 августа 2010 года в матче против «Мотеруэлла». В первом же сезоне гондурасец был назван лучшим игроком чемпионата по версиям Ассоциации профессиональных футболистов, Шотландской Премьер-лиги и Ассоциации футбольных журналистов.
Летом 2017 года Исагирре заключил двухлетний контракт с клубом чемпионата Саудовской Аравии «Аль-Фейха».
10 августа 2018 года вернулся в «Селтик», подписав однолетний контракт.
9 августа 2019 года, почти десять спустя, Исагирре вернулся в свой первый клуб — «Мотагуа», подписав контракт на один год. 17 августа 2019 года перед началом дерби против «Олимпии» в результате нападения фанатов соперника Исагирре получил травму глаза.

### В сборной
В национальной сборной Эмилио Исагирре дебютировал 9 февраля 2007 года в матче со сборной Коста-Рики.
Исагирре принимал участие в чемпионате мира 2010.
Был включён в состав сборной Гондураса на Золотой кубок КОНКАКАФ 2019. В третьем матче в групповом раунде против сборной Сальвадора забил гол на 90-й минуте, а команда победила 4:0.

### Голы за сборную
| # | Дата            | Место                                            | Соперник          | Счёт | Результат | Турнир                            |
| - | --------------- | ------------------------------------------------ | ----------------- | ---- | --------- | --------------------------------- |
| 1 | 2 июня 2007     | Франсиско Морасан, Сан-Педро-Сула, Гондурас      | Тринидад и Тобаго | 1:1  | 3:1       | Товарищеский матч                 |
| 2 | 4 сентября 2015 | Полидепортиво Качамай, Сьюдад-Гуаяна, Венесуэла  | Венесуэла         | 3:0  | 3:0       | Товарищеский матч                 |
| 3 | 15 ноября 2016  | Олимпико Метрополитано, Сан-Педро-Сула, Гондурас | Тринидад и Тобаго | 2:0  | 3:1       | Квалификация чемпионата мира 2018 |
| 4 | 25 июня 2019    | Банк оф Калифорния Стэдиум, Лос-Анджелес, США    | Сальвадор         | 4:0  | 4:0       | Золотой кубок КОНКАКАФ 2019       |

## Достижения
- Чемпион Гондураса: Апертура 2006
- Обладатель Клубного кубка UNCAF: 2007
- Чемпион Шотландии: 2011/12, 2012/13, 2013/14, 2014/15, 2015/16, 2016/17, 2018/19
- Обладатель Кубка Шотландии: 2010/11, 2012/13, 2018/19
- Обладатель Кубка шотландской лиги: 2014/15, 2016/17